# ساجده الموسوی
ساجده حمید حسن الموسوی (۱۹۵۰) شاعر عراقی است. در بغداد زاده شد و در سال ۱۹۷۵ از دانشگاه آن با مدرک لیسانس ادبیات فارغ‌التحصیل شد. از سال ۱۹۸۹ تا ۱۹۹۳ به عنوان کارمند در مرکز فرهنگی عراق در لندن کار کرد. برای بیش از یک دوره به عنوان عضو شورای مرکزی اتحادیهٔ عمومی نویسندگان عراق و به عنوان عضو هیئت مدیرهٔ سندیکای روزنامه‌نگاران عراق انتخاب شد. او یکی از اعضای دفتر اجرایی اتحادیهٔ عمومی زنان عراق بود و از ۱۹۷۸ تا ۱۹۸۹، سمت سردبیری مجلهٔ «زنان» را بر عهده داشت.

## زندگی و پیشه
ساجده حمید حسن الموسوی در سال ۱۹۵۰ در بغداد زاده شد. در سال ۱۹۷۵ از دانشگاه آن با مدرک لیسانس ادبیات فارغ‌التحصیل شد. مادرش که معلم و حافظ قرآن، اشعار و داستان‌های زیادی از میراث مردمی بود، در ذوق ادب و شعر او تأثیر زیادی داشت. اولین شعرش را در دوازده سالگی نوشت و معلمش او را تشویق کرد. در خانهٔ آن‌ها یک کتابخانه بزرگ وجود داشت، او شروع کرد به خواندن ادبیات عربی و ترجمه‌های ادبی؛ آثار طه حسین، العقاد، المنفلوطی، نجیب محفوظ، شکسپیر، داستایوفسکی، پابلو نرودا، پوشکین و چخوف را خواند. در شعر، تحت تأثیر اشعار پابلو نرودا، المتنبی و السیاب قرار گرفت. اولین انتشار او در سال ۱۹۷۹، مجموعه شعر «کودک نخل» بود. در سال ۱۹۹۱، وقتی آمریکا پل معروف عراق را بمباران کرد، شعرش را با عنوان «ماه روی پل معلق» نوشت و آن برای صدام حسین فرستاد، او به موسوی لقب «شاعر اُم المعارک» داد. صدام پیشتر او را «بانوی بزرگوار» و «ستاره ششم» می‌نامید. فاروق شوشه، شاعر مصری، کسی است که به وی لقب «شاعر دیاسپورای عراقی» را داد و مقاومت عراق او را «نخل عراق» نامید، به خاطر شعرهایی که برای مقاومت در برابر اشغال عراق توسط آمریکا سرود. از سال ۱۹۸۹ تا ۱۹۹۳ به عنوان کارمند در مرکز فرهنگی عراق در لندن کار کرد. برای بیش از یک دوره به عنوان عضو شورای مرکزی اتحادیهٔ عمومی نویسندگان عراق و به عنوان عضو هیئت مدیرهٔ سندیکای روزنامه‌نگاران عراق انتخاب شد. تا سال ۲۰۰۳ عضو کمیتهٔ عالی جشنواره شعر المربد بود و ریاست باشگاه فرهنگی الجمهوریه در بغداد را بر عهده داشت. او یکی از اعضای دفتر اجرایی اتحادیهٔ عمومی زنان عراق بود و از ۱۹۷۸ تا ۱۹۸۹، سمت سردبیری مجلهٔ «زنان» را بر عهده داشت.
ساجده الموسوی پس از ترک عراق میان سوریه و لیبی نقل مکان کرد تا اینکه در سال ۲۰۱۱ در امارات اقامت گزید، جایی که جامعهٔ فرهنگی و ادبی از او استقبال کرد و شروع به انتشار مقالات و اشعارش نمود. به عضویت اتحادیهٔ نویسندگان امارات درآمد و در مجامع فرهنگی امارات به شعرخوانی پرداخت. در ۱۷ اکتبر ۲۰۲۱، ساجده الموسوی جایزهٔ «پیشگامان ادبیات و خلاقیت» را که توسط آکادمی تعالی در هند و با همکاری مرکز فرهنگی عربی-هندی در دانشگاه جامعهٔ ملیهٔ اسلامیه دهلی نو برگزار شد، دریافت کرد. در ۲۰۲۲، او یکی از اعضای کمیتهٔ اولین دورهٔ جایزه زن الهام‌بخش عرب بود که توسط طراح بین‌المللی مد اماراتی، مونا المنصوری، رهبری شد.

## آثار
از جمله مجموعه شعرهای وی:
- طفلة النخل: وزارت اطلاعات و فرهنگ، بغداد، ۱۹۷۹.
- هوى النخل: دار الحریه، بغداد، ۱۹۸۳.
- الطلع: دار الشؤون الثقافیه، وزارت اطلاعات و فرهنگ، بغداد، ۱۹۸۶.
- عند نبع القمر: دار الشؤون الثقافیه، وزارت اطلاعات و فرهنگ، بغداد، ۱۹۸۷.
- البابليات: دار الشؤون الثقافیه، وزارت اطلاعات و فرهنگ، بغداد، ۱۹۸۹.
- قمر فوق جسر المعلق: دار آرام، امان، ۱۹۹۳.
- شهقات: دار الشؤون الثقافیه، وزارت اطلاعات و فرهنگ، بغداد، ۱۹۹۶.
- السرى لسهيل: بغداد، ۲۰۰۰.
- تباريح سومرية: اتحادیهٔ نویسندگان عرب، دمشق، ۲۰۰۴.
- ويبقى العراق: دمشق، ۲۰۰۶.
- بكيت العراق: ۲۰۱۲.
- قل للغريبة يا خليج: دار فضاءات، امان، ۲۰۱۸.
- أنا من رأى: عشتار، شارجه، ۲۰۲۱.
- حبات كريستال: دار فضاءات، امان، ۲۰۲۶.

دیگر:
- رسائل إلى سكان الأرض: برگزیده‌هایی که به انگلیسی ترجمه شده‌اند، چاپ اول، نیویورک ۲۰۰۰، چاپ دوم، بغداد ۲۰۰۲.
- هديل اليمام: مختارات شعرية للشاعرة ساجدة الموسوي: برگزیده‌های شعری، دار علاءالدین، دمشق، ۲۰۰۴.
- جزر الأقحوان: مختارات شعرية: برگزیده‌های شعری، اداره فرهنگ و اطلاعات، شارجه، ۲۰۱۲.
- أنا وأسرتي نقرأ :‏ ‏لماذا نقرأ؟: كراس في حب القراءة: کتاب برای کودکان، صدیقات، شارجه، ۲۰۱۶.
- رواق عوشة بنت حسين الثقافي: جذور عميقة وظلال وارفة: اليوبيل الفضي: زندگی‌نامه، رواق عوشه بنت حسین، دبی، ۲۰۱۷.